# 銀河丸 (3代)
銀河丸（ぎんがまる）は独立行政法人海技教育機構が保有する船舶。

## 概要
東京海洋大学海洋工学部（旧東京商船大学）、神戸大学海事科学部（旧神戸商船大学）、海技大学校、商船高等専門学校及び海上技術学校の学生・生徒の航海実習訓練を目的として建造された航海練習船である。
3代目は1972年竣工の2代目の代船として、2004年（平成16年）6月15日に就航した。先に就航した僚船の青雲丸をベースにしつつ、運動甲板を後部に移すなどの設計変更が加えられているほか、主機の低公害化や操船装置のシステム化、船内通路のバリアフリー化、シミュレーターや高速LANの設置など最新の機器が搭載された。また、SOLAS条約の改正により義務付けられた、IMO番号の表示や自動船舶識別装置の設置が行われている。なお船名板の船名「銀河丸」と船籍名「東京」の文字は、扇千景前（当時）国土交通大臣の揮毫による。

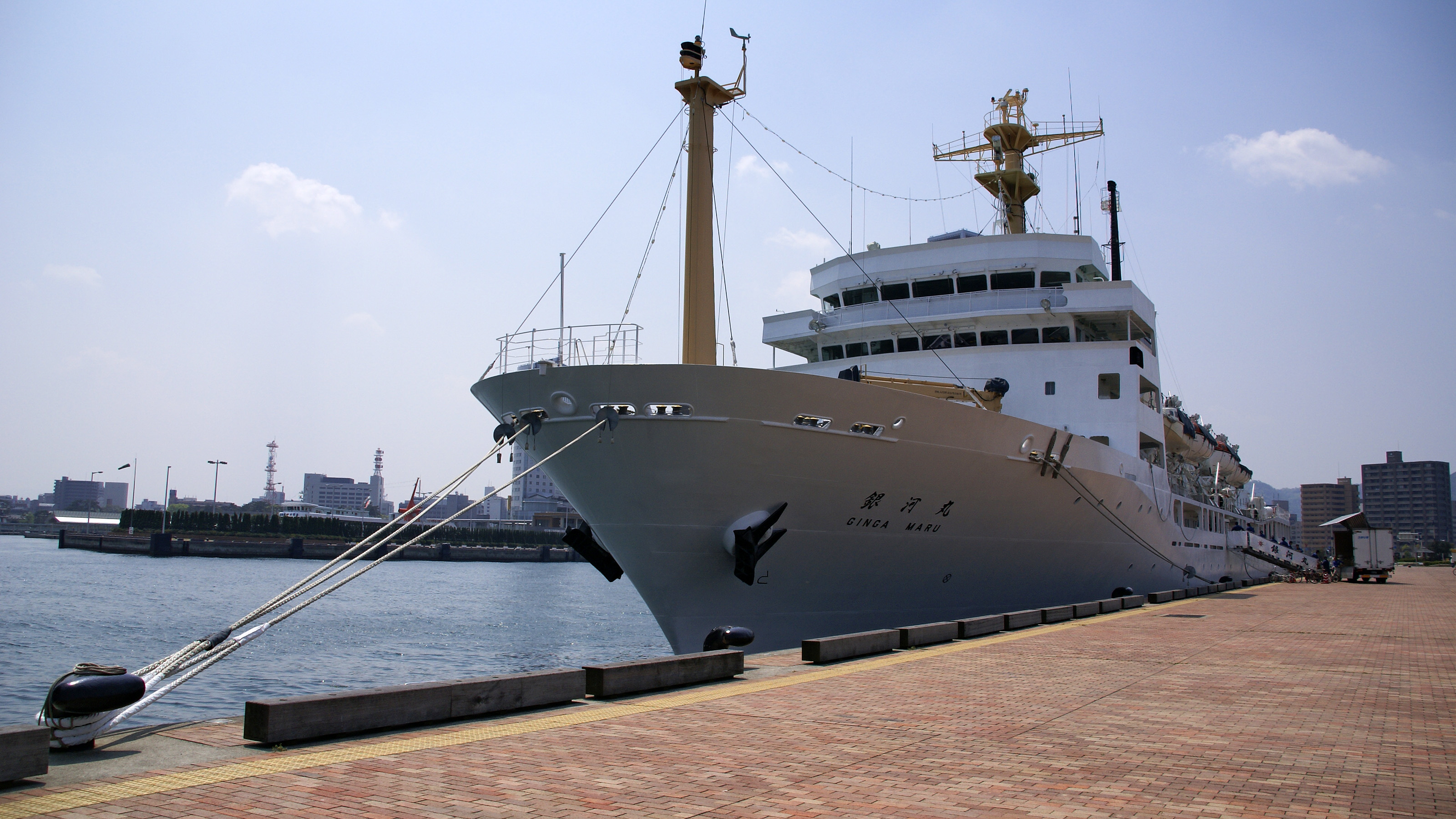
船首　（高松港・サンポート高松にて）
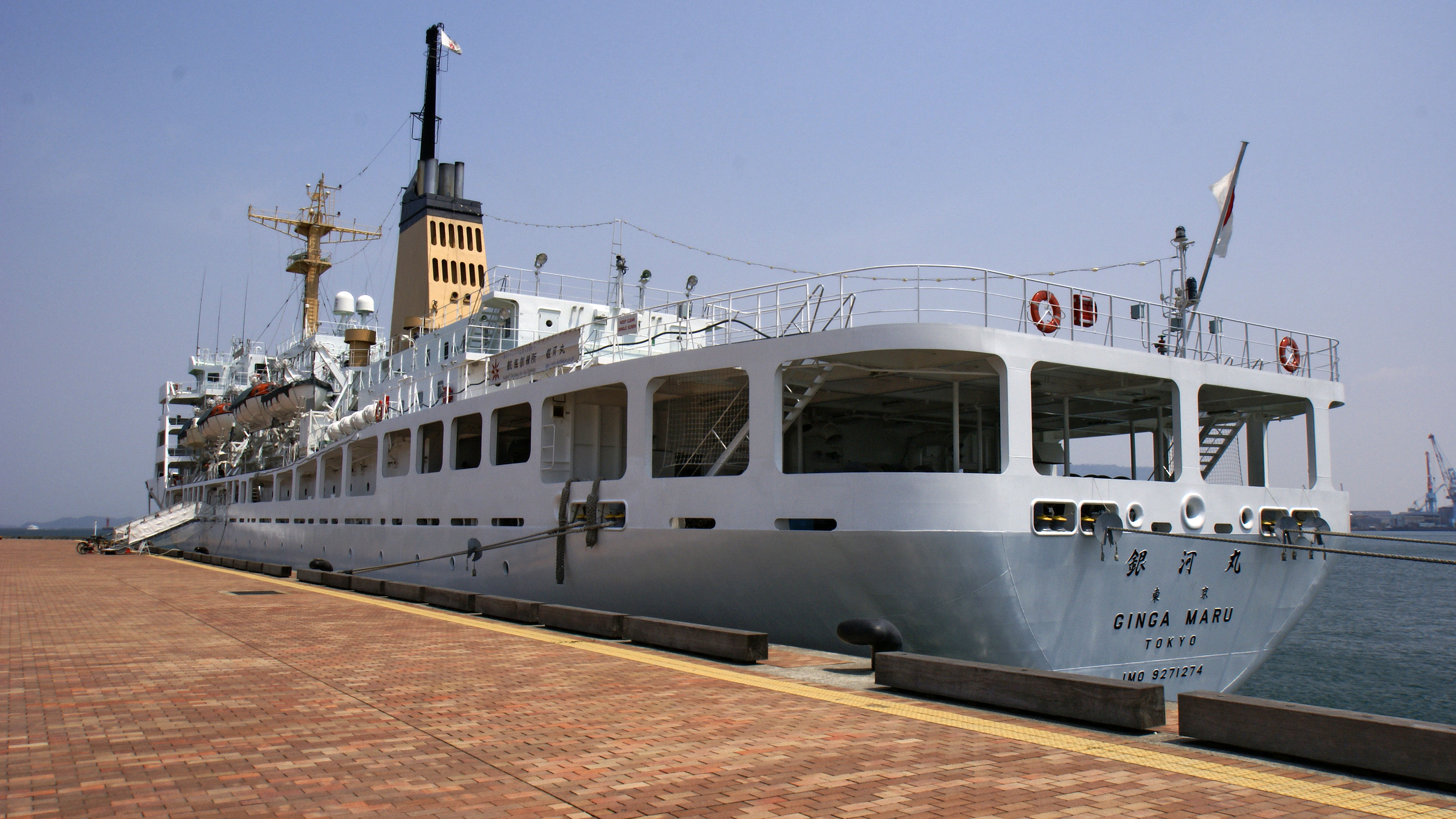
船尾　（高松港・サンポート高松にて）